# Komutátor (elektrotechnika)

Princip činnosti jednoduchého komutátoru. Ukázka přepínání polarity během otáčení rotoru.

Komutátor je v elektrotechnice speciální sběrný kroužek, který je rozdělen na vzájemně izolované segmenty – lamely, na něž doléhají kartáče (obvykle grafitové, nazývané proto uhlíky). Zajišťuje přívod a přepínání směru proudu vedeného do rotorových cívek tak, aby byly napájeny vždy cívky pod aktivními póly a bylo dosaženo co největší účinnosti stroje (stejnosměrného motoru nebo univerzálního motoru – vrtačka, mixér atd.). U dynama slouží komutátor jako mechanický rotační usměrňovač.

## Konstrukce a bezkontaktní mezistav
Ačkoli se z pohledu napětí jeví toto mechanické usměrňování elektřiny dvoustavové, kartáč musí nabývat tří stavů:
- Kartáč je v kontaktu s lamelou (lamelami) komutátoru.
- Kartáč je v kontaktu s lamelou (lamelami) komutátoru a současně je již ve styku s následující lamelou, na kterou se nasouvá. Současně na opačné straně uhlíku opouští styk s předchozí lamelou.
- Kartáč je v kontaktu s lamelou (lamelami) komutátoru o jednu lamelu posunutý.

Kartáč je vždy ve styku alespoň s jednou lamelou. Přes vzájemnou izolaci sousedních lamel je kartáč vodivě spojuje. Kotva motoru představuje indukčnost a přerušení – komutace proudu v cívkách kotvy může vyvolat na komutátoru i velmi velké jiskření, a tím vypálení komutátoru a uhlíků. Ukázka na sousedním obrázku je jen ukázkou principu. V praxi má kotva pro dva uhlíky nejméně tři lamely.
Počet cívek rotoru, počet lamel, proudovou hustotu kartáčů, průměr komutátoru a další je nutno volit při konstrukci na základě vzájemných kompromisů a zkušeností. V praxi je žádoucí mít izolační přechody mezi lamelami co nejužší, a zároveň mít lamely i kartáče co nejširší. I proto mívají kartáče obdélníkový průřez. Rozměr lamel je dán kompromisem mezi proudovou hustotou na lamelách, počtem cívek rotoru a rozměry stroje. Průměr válcové plochy komutátoru má i svá omezení shora. Nejen konstrukční rozměrové, ale fyzikální, protože při vyšších otáčkách a větším poloměru už jsou odstředivé síly značné. Například v nebezpečném stavu odbuzeného stejnosměrného motoru naprázdno sice klesá výkon, zato však rostou otáčky teoreticky do nekonečna. Takto již došlo k tragickým nehodám ve strojovnách a k úmrtím.
Kartáč při posunu na další lamelu (totéž platí pro předchozí lamelu) zkratuje dílčí část vinutí kotvy mezi daným párem sousedních lamel. Šířka kartáče bývá přibližně stejně široká (u větších strojů širší) než šířka lamely.
Některé komutátory bývají provedeny se šikmo uloženými kartáči pro jednosměrné otáčení, nereverzibilní, které zvětšují přítlak uhlíku na komutátor. Zpětný běh takového stroje by ho ale poškodil. Takové stroje je nevhodné protáčet na druhou stranu byť i jen ručně, ačkoli pro demonstraci silně odlišného zvuku nováčkům by ještě k poškození dojít nemělo.

## Jiskření
Komutátor jako poměrně složitá mechanická součást přenášející velké proudy bývá zdrojem nežádoucích mechanických poruch či elektromagnetického rušení, jež vzniká vlivem nežádoucího jiskření během převodu proudu a komutace. Zvlášť velké jiskření nastává při nerovnostech či vyosení povrchu komutátoru, kdy dochází k odskoku kartáčů. Dalším důvodem bývá nepřesně dosedající (nezabroušený) kartáč na komutátor.
Z důvodu provozního jiskření na komutátoru nejsou komutátorové stroje vhodné pro využití v prostředí s možností výskytu hořlavých či výbušných směsí (např. hlubinné doly, kde se často vyskytuje výbušný plyn metan). Opačným příkladem jsou palivová čerpadla motorových vozidel, kde je pohon čerpadla (otevřený komutátorový motorek), zcela ponořen do paliva (benzinu) nebo do čistých benzinových par.
Kartáče i komutátor se vlivem tření a jiskření obrušují, a proto mají komutátorové motory kratší životnost (nebo servisní periodu). To nevadí u motorů používaných občasně, jak je tomu např. u fénů, ručního elektrického nářadí a pohonu stěračů automobilu. Vadí to ale u zařízení s trvalým provozem, např. větráků. U takových konstrukcí se používají bezkomutátorové motory (asynchronní motor na střídavý proud, bezkartáčový motor na stejnosměrný proud). Například k chlazení polovodičů v počítačích se používají miniaturní větráčky se stejnosměrným napájením. Je v nich vestavěn elektronický komutátor, napájející stator. Rotor motorku je tvořen trvalým magnetem. Směr proudu vinutí dvou fází přepíná elektronika na základě Hallova senzoru měřícího orientaci magnetického pole rotoru.

### Neutrální osa
Kartáče mají být umístěné v neutrální ose stroje, tedy v takovém geometrickém místě, kde se vinutí pohybuje rovnoběžně s polem, neprotíná jeho siločáry, a tedy vzniká jen slabé nebo žádné indukované (Teslovo) napětí. Právě v tomto místě je na cívce nulové nebo minimální indukované napětí. Uhlík na lamelách pouze zkratuje pracovní proud na části vinutí, aby po opuštění kartáče mohl tento pracovní proud procházet opačným směrem = proud komutuje = mění směr v části vinutí.
Ve stojícím nabuzeném komutátorovém stroji je celkový spřažený magnetický tok dán jen vlivem buzení. Při provozu komutátorového stroje je proudem v kotvě vybuzena druhá část spřaženého magnetického toku, který je pootočen o 90° elektrických. Složením obou toků se osa spřaženého magnetického toku posune z neutrální osy. S rostoucí zátěží (tzn. proudem) kotvy tento úhel narůstá. A to bohužel i při konstrukčně pevné poloze kartáčů. Tím se přibližně nulové napětí mezi lamelami zvětšuje a komutátor má zvýšené jiskření.
Pootočenou neutrální (příčnou) osu pole a následné zkraty na dílčích vinutích lze řešit:
- Konstrukčně, možností pootáčení celého uchycení kartáčů (tzv. "brejle"). Natáčení je možno konstrukčně a provozně zvládnout jen u strojů s konstantní zátěží, nebo u pomalých změn zátěže.
- U velkých strojů je posun neutrální osy kompenzován kompenzačním vinutím a stíněnými póly. Výhodou kompenzace je přirozená a rychlá zpětná vazba.

Ovšem jiskření a oblouky způsobené samotným proudem kotvy omezit nelze. Nápomocné jsou odrušovací kondenzátory.

## Historie použití
Díky poměrně snadné regulaci byly stejnosměrné stroje s mechanickým komutátorem používány pro regulované pohony téměř výhradně až téměř do konce 20. století. Vývoj polovodičů umožnil nahradit jeho funkci silnoproudou elektronikou. Dynamo pak bylo možno nahradit spolehlivějším a levnějším alternátorem a stejnosměrný motor asynchronním motorem s elektronickým řízením.